# Tideman Hadewerk
Tideman Hadewerk (auch Timm, Timmon, auch Hadewerck) († 1466 in Lübeck) war Ratsherr der Hansestadt Lübeck.

## Leben
Tideman Hadewerk wurde 1428 in den Rat der Stadt erwählt. Als Gesandter vertrat er 1435 die Stadt bei den Vergleichsverhandlungen zwischen den Einwohnern der Insel Fehmarn und Graf Adolf VIII. von Holstein, der sich am 15. Juli 1435 im Frieden von Vordingborg den Besitz des Herzogtums Schleswig unter dänischer Lehnshoheit sicherte. 1436 wirkte er an den Friedensverhandlungen zwischen dem dänischen König Erik VII. und den Schweden in Kopenhagen mit. Hadewerk war 1438 bis 1442 Amtmann auf der Riepenburg und 1442 bis 1445 Amtmann des Beiderstädtischen Amtes Bergedorf. In Testamenten Lübecker Bürger wird er mehrfach als Urkundszeuge aufgeführt.
Er wohnte bis 1431 in der Breiten Straße 55 und danach in der Königstraße 42. 
Hadewerk war verheiratet mit Gese von Attendorn und er gehörte der Zirkelgesellschaft an.